# Valencia Basket Club (femminile)
La sezione femminile del Valencia Basket Club è stata fondata nel 2014, quando la vecchia società Ros Casares è confluita nella società, che precedentemente si occupava solo di pallacanestro maschile.
Complessivamente, ha vinto tre Euroleghe ed è arrivata in finale in quattro edizioni.

## Storia
Il Club Baloncesto Godella è stata una società femminile di pallacanestro di Godella. Conosciuto come Dorna Godella, da questa, nel 1996 si separò il Popular Bàsquet Godella, ereditando i diritti sportivi della società precedente. La Dorna Godella ha conquistato in totale sei titoli spagnoli, quattro coppe, due Euroleghe e una Coppa del Mondo per club.
Jose Ramón Guimaraens portò dunque la prima squadra a Getafe, dove giocò come Pool Getafe fino al 1998.
Il club è stato quindi associato all'impresa Francisco Ros Casares S.A. nel 1999 e da allora è conosciuto con l'abbinamento Ros Casares. Nel 2001 ha lasciato Godella per trasferirsi a Valencia. Per sei stagioni ha disputato dei campionati d'altissimo livello in patria e in Europa. Si è ritirata nel 2012, dopo aver vinto l'Eurolega, ed è ripartita dalle categorie inferiori.
Si è allenata nella Malvarrosa e dopo varie trattative, nel 2014, la società è confluita nel Valencia Basket Club, creando la sezione femminile del club maschile. Nel 2018 è ritornata in Liga Femenina.

## Palmarès

### Internazionale
- Coppa Intercontinentale femminile: 1

1992
- Eurolega: 3

1991-1992, 1992-1993, 2011-2012

### Nazionali
- Campionato spagnolo: 14

Dorna: 1991, 1992, 1993, 1994, 1995, 1996; Ros Casares: 2001, 2002, 2004, 2007, 2008, 2009, 2010 e 2012
- Coppa della Regina: 11

Dorna: 1991, 1992, 1994, 1995; Ros Casares: 2002, 2003, 2004, 2007, 2008, 2009 e 2010
- Supercoppa di Spagna femminile: 6

2003, 2004, 2006, 2007, 2008 e 2009